# Jacek Namieśnik

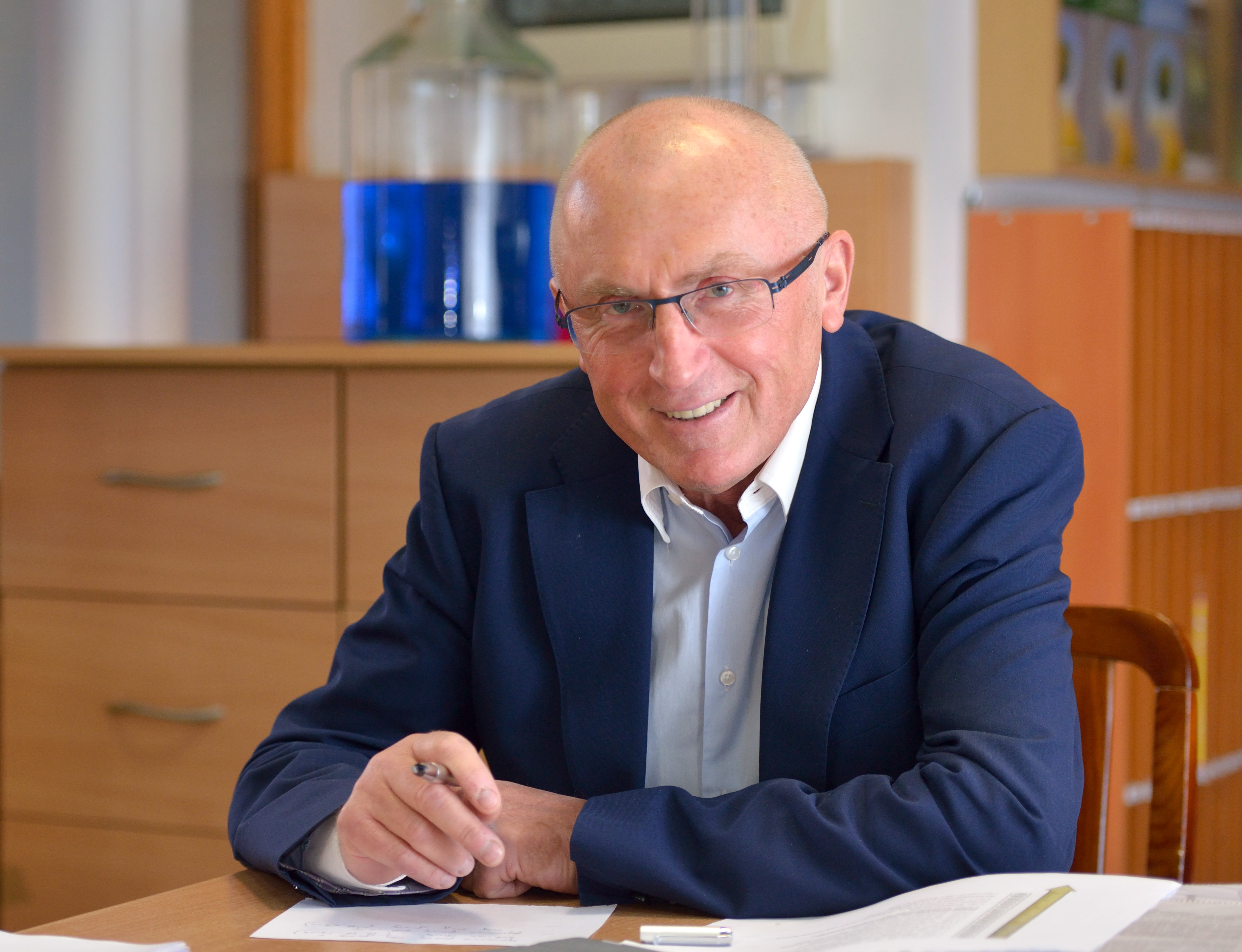
Jacek Namieśnik (2016)

Jacek Namieśnik (* 10. Dezember 1949 in Mogilno; † 14. April 2019 in Danzig) war ein polnischer Ingenieur, Chemiker und seit 1. September 2016 Rektor der Technischen Universität Danzig. Seine Fachgebiete waren die analytische Chemie und die Umweltchemie.

## Leben
Nach Abschluss des Gymnasiums (I Liceum Ogólnokształcące im. Jana Kasprowicza) in Inowrocław 1967, begann er sein Studium an der Chemischen Fakultät der Technischen Universität Danzig. Direkt nach dem Studium war er an der gleichen TU von 1972 bis 1978 Doktorand von Prof. Edmund Kozłowski. Das Thema seiner Dissertation war: „Bestimmung des gesamten Kohlenstoffs sowie des gesamten organischen Kohlenstoffs von flüchtigen Luftverunreinigungen“ (Oznaczanie całkowitej zawartości węgla oraz zawartości węgla organicznego z lotnych zanieczyszczeń powietrza). 1985 habilitierte er mit der Lehrschrift: „Anreicherung von flüchtigen organischen Luftverunreinigungen“ (Zagęszczenie lotnych organicznych zanieczyszczeń powietrza) und wurde am 15. Januar 1996 zum Professor berufen.
Zwischen 1990 und 1996 war er Prodekan für Bildung an der Chemischen Fakultät der TU Danzig. Des Weiteren war er Dekan der gleichen Fakultät von 1996 bis 2002 und von 2005 bis 2012. Ab 1995 war er der Direktor des Institutes für Analytische Chemie, welches als Exzellenzzentrum ausgezeichnet wurde. Er war Mitglied des Senates (seit 1990) und Leiter für Promotionsverfahren an der Chemischen Fakultät der TU Danzig. Im Jahre 2016 wurde er für 4 Jahre zum Rektor der TU Danzig gewählt. Als Rektor erfüllte er gleichzeitig die Funktion des Vizepräsidenten der polnischen TU Rektorenkonferenz (Konferencja Rektorów Polskich Uczelni Technicznych, KRPUT).

### Fachgesellschaften
- Mitglied der polnischen Chemischen Gesellschaft (Polskie Towarzystwo Chemiczne),
- Mitglied der rumänischen Gesellschaft für Analytische Chemie;
- Mitglied (fellow) International Union of Pure and Applied Chemistry – IUPAC (seit 2000)
- Mitglied des Steering Committee International Society of Environmental Analytical Chemistry – ISEAC (seit 2002)
- Mitglied der polnischen Zentralkommission für Abschlüsse und Titel (Centralna Komisja do Spraw Stopni i Tytułów, seit 2007)
- Mitglied des Wissenschaftlichen Rates des Instituts für Ozeanologie, Polnische Akademie der Wissenschaften (Instytut Oceanologii PANseit 2008)
- Vorsitzender des Ausschusses für Analytische Chemie, Polnische Akademie der Wissenschaften (Komitet Chemii Analitycznej PAN, von 2007 bis 2015)
- Mitglied des Forschungsausschusses der Polnischen Akademie der Wissenschaften (Komitet Badań Morza PAN, seit 2012)
- Mitglied des Wissenschaftlichen Rates des Instituts für Nukleartechnik und Technologie (Instytut Chemii i Techniki Jądrowej, seit 2015)

### Redaktion von Fachzeitschriften
- Journal of Chromatography A (IF = 4,531)
- Critical Reviews in Environmental Sciences and Technology (Associate Editor) (IF = 4.541)
- Environmental Research (IF = 3.951)
- Critical Review in Analytical Chemistry (IF = 3.902)
- The Science of the Total Environment (IF = 3,163)
- Acta Chromatographica (IF = 0,760) [9]
- Polish Journal of Environmental Studies (IF = 0.508)
- International Journal of Occupational Safety and Ergonomics (IF = 0.312)
- Analityka (MALAMUT Verlag)
- Chemistry and Chemical Technology
- Aparatura Badawcza i Dydaktyczna

## Ehrungen
- 1993: Verdienstkreuz der Republik Polen in Gold (Złoty Krzyż Zasługi)
- 1995: Medaille der Kommission der Nationalen Edukation (Medal Komisji Edukacji Narodowej)
- 1998: Orden Polonia Restituta, Ritter
- 2005: Orden Polonia Restituta, Offizier[2]
- 2016: Orden Polonia Restituta, Komtur[3]
- Ehrendoktorate
  - Technische Militärakademie „Jarosław-Dąbrowski“ in Warschau
  - Medizinische Universität Danzig

## Publikationen
- Fizykochemiczne metody kontroli zanieczyszczeń środowiska (1988, red.), ISBN 83-204-2289-2.
- Podstawy analityki (1992, mit Jerzy Łukasiak, Zygmunt Jamrógiewicz), ISBN 83-85019-63-4.
- Zarys ekotoksykologii (1995, mit Jerzy Jaśkowski), ISBN 83-900-154-99
- Pobieranie próbek środowiskowych do analizy (1995, mit Jerzy Łukasiak, Zygmunt Jamrógiewicz), ISBN 83-01-11765-6.
- Przygotowanie próbek środowiskowych do analizy (2000, mit Z. Jamrógiewicz, M. Pilarczyk, L.Torres), ISBN 83-204-2482-8.
- Ocena i kontrola jakości wyników analitycznych (2007, red. Piotr Konieczka, Jacek Namieśnik), ISBN 978-83-204-3255-8.
- Quality assurance and quality control in the analytical chemical laboratory: a practical approach (2009, mit Piotr Konieczka), ISBN 1-4200-8270-1.
- Analytical Measurements in Aquatic Environments (2009, mit Piotr Szefer), ISBN 978-1-4200-8268-5.